# Антонево (Александровський повіт)
Антонево (пол. Antoniewo) — село в Польщі, у гміні Бондково Александровського повіту Куявсько-Поморського воєводства.
Населення — 41 особа (2011).
У 1975-1998 роках село належало до Влоцлавського воєводства.

## Демографія
Демографічна структура станом на 31 березня 2011 року:
|          | Загалом | Допрацездатний вік | Працездатний вік | Постпрацездатний вік |
| -------- | ------- | ------------------ | ---------------- | -------------------- |
| Чоловіки | 21      | 5                  | 16               | 0                    |
| Жінки    | 20      | 3                  | 11               | 6                    |
| Разом    | 41      | 8                  | 27               | 6                    |